# Viktor Ivanovič Adrijašenko
Viktor Ivanovič Adrijašenko (rusko Виктор Иванович Адриашенко), sovjetski general, * 1901, † 1985.

## Življenjepis
Med špansko državljansko vojno je bil med 31. julijem 1937 in 6. januarjem 1938 poveljnik letalskih sil na severni fronti in nato poveljnik lovskega letalstva.
Med drugo svetovno vojno je bil namestnik poveljnika lovskega letalstva Transkavkaške zračnoobrambne cone, nato pa je postal poveljnik 21. letalske armade.